# Gisela d'Àustria
Gisela d'Àustria, princesa de Baviera (Palau de Laxenburg 1856 - Múnic 1932). Arxiduquessa d'Àustria, princesa d'Hongria i de Bohèmia amb el doble tractament d'altesa imperial i reial que esdevingué princesa de Baviera en contraure matrimoni en el si de la casa reial bavaresa.
Nascuda al Palau de Laxenburg, a les proximitats de Viena, el dia 12 de juliol de 1856 essent filla de l'emperador Francesc Josep I d'Àustria i de la duquessa Elisabet de Baviera. Gisela era neta per via paterna de l'arxiduc Francesc Carles d'Àustria i de la princesa Sofia de Baviera; i per via materna ho era del duc Maximilià de Baviera i de la princesa Lluïsa de Baviera.
El dia 20 d'abril de 1873 contragué matrimoni a Viena amb el príncep Leopold de Baviera, fill del príncep regent Leopold de Baviera i de l'arxiduquessa Augusta d'Àustria-Toscana. La parella establerta a Múnic tingué quatre fills:
- SAR la princesa Elisabet de Baviera, nada a Múnic el 1874 i morta al Castell de Gresten el 1957. Es casà el 1893 a Milà amb el duc Otó von Seefried auf Buttenheim.

- SAR la princesa Augusta de Baviera, nada a Múnic el 1875 i morta a Ratisbona el 1964. Es casà el 1893 a Múnic amb l'arxiduc Josep d'Àustria.

- SAR el príncep Jordi de Baviera, nat a Múnic el 1880 i mort el 1943 a Roma. Es casà el 1912 amb l'arxiduquessa Isabel d'Àustria.

- SAR el príncep Conrad de Baviera, nat el 1883 a Múnic i mort a Hinterstein el 1969. Es casà el 1921 al Castell d'Aglié al Piemont amb la princesa Bona Margarida de Savoia-Gènova.

Arran del matrimoni de la filla primogènita de l'emperador d'Àustria amb un príncep de segon ordre de la casa reial bavaresa moltes foren les veus que s'aixecaren en contra d'aquesta unió. D'una banda, la mateixa àvia de la núvia, la princesa Sofia de Baviera, no entenia com una filla de l'emperador tan sols podia aspirar a un príncep menor de Baviera. De l'altra, la societat vienesa observà amb mals ulls una nova unió, i ja n'eren més de vint, entre la casa dels Habsburg i la casa dels Wittelshbach de Baviera.
Gisela morí a la capital bavaresa, Múnic, el dia 7 de juliol de l'any 1932, essent enterrada a l'església muniquesa de Michaelskirche.